# Singer (automobile)
Pour les articles homonymes, voir Singer.
Singer Motors Limited est une société automobile fondée en 1905 à Coventry, en Angleterre. Elle a été acquise par le groupe britannique Rootes en 1956. L'entreprise britannique Singer n'a aucune relation avec la compagnie américaine Singer de Mount Vernon dans le Comté de Westchester, qui a fabriqué des voitures de luxe de 1915 à 1920.

## Histoire

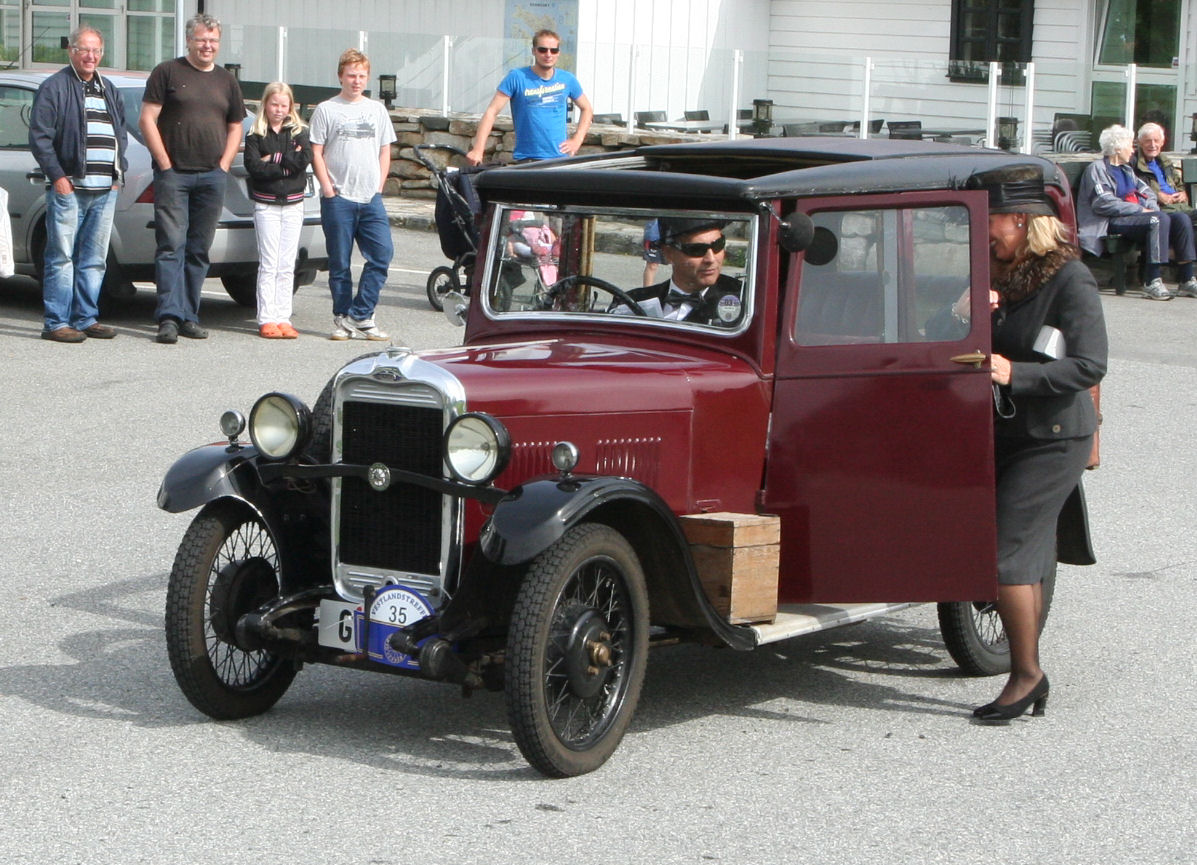
1931 Singer Junior Saloon 8 HP

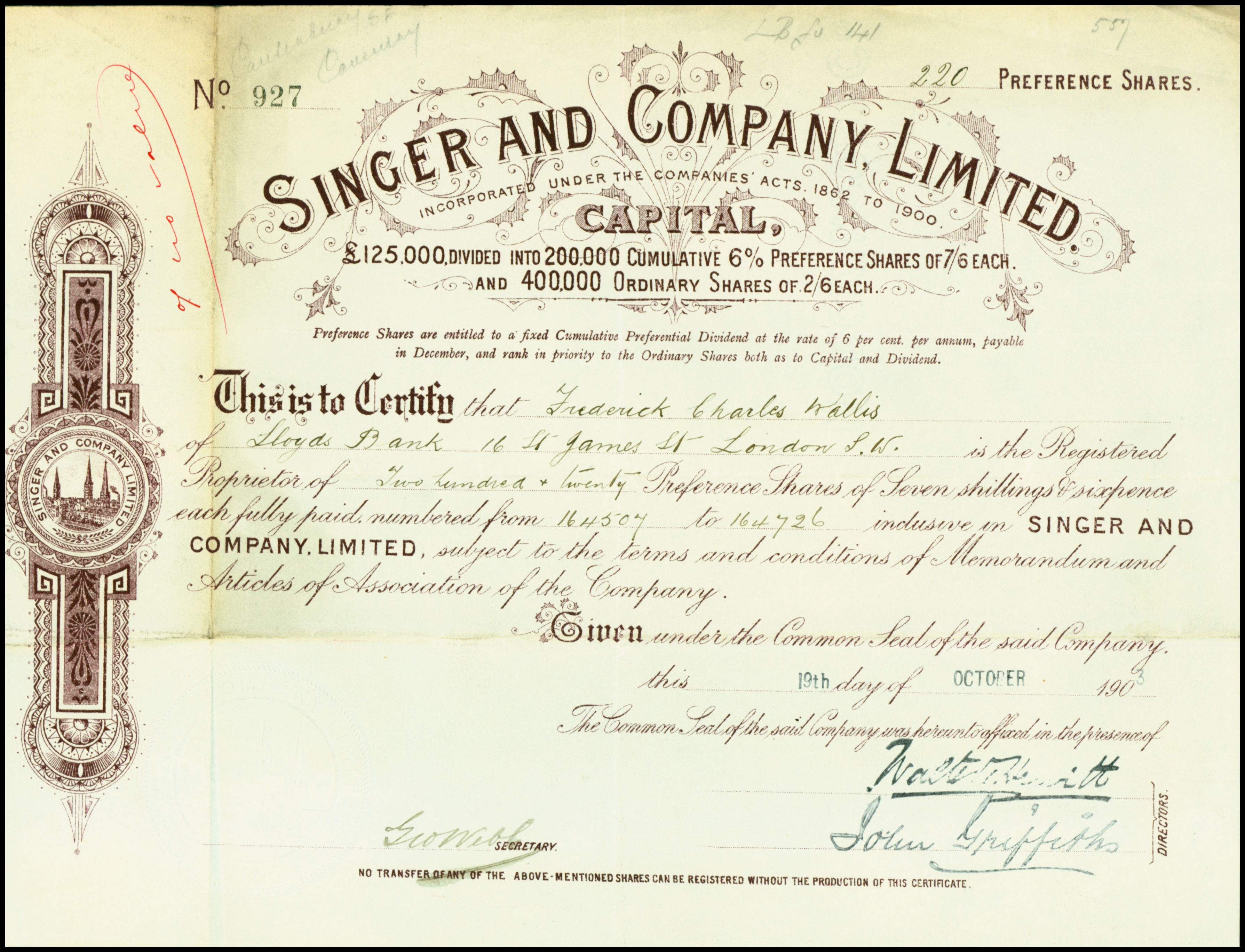
Action du Singer and Company Ltd, en date du 19. Octobre 1903

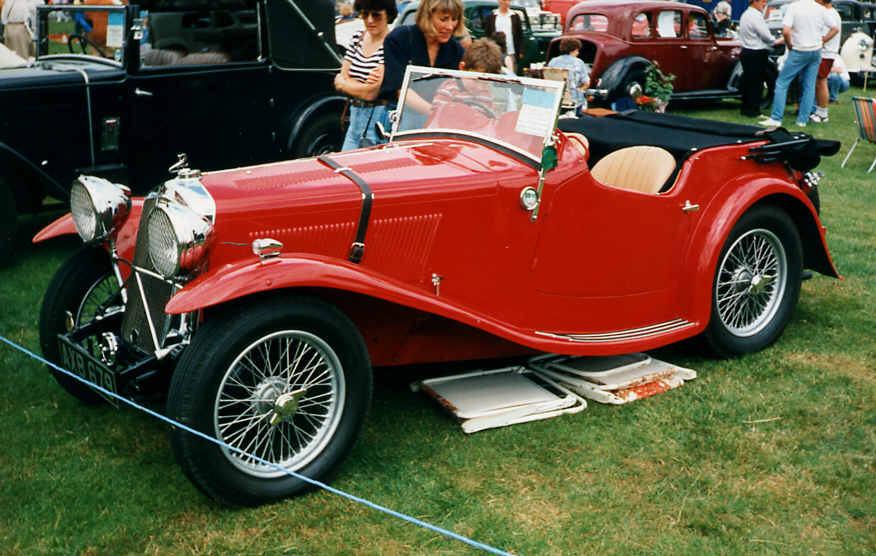
1934 Singer Nine sports.

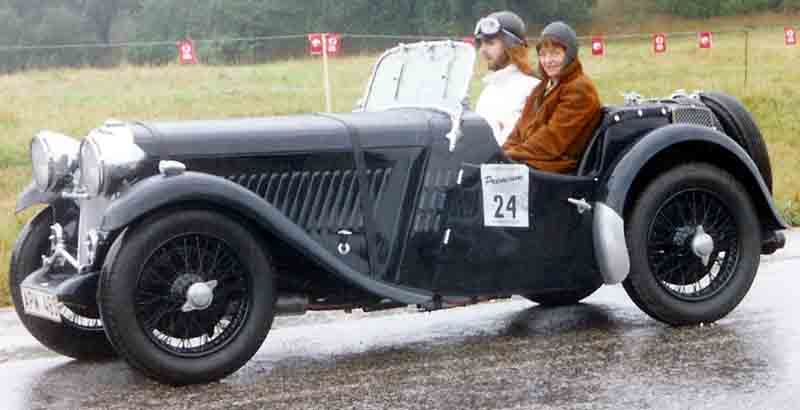
Singer 1½-Litre Le Mans 2-Seater Sports 1934

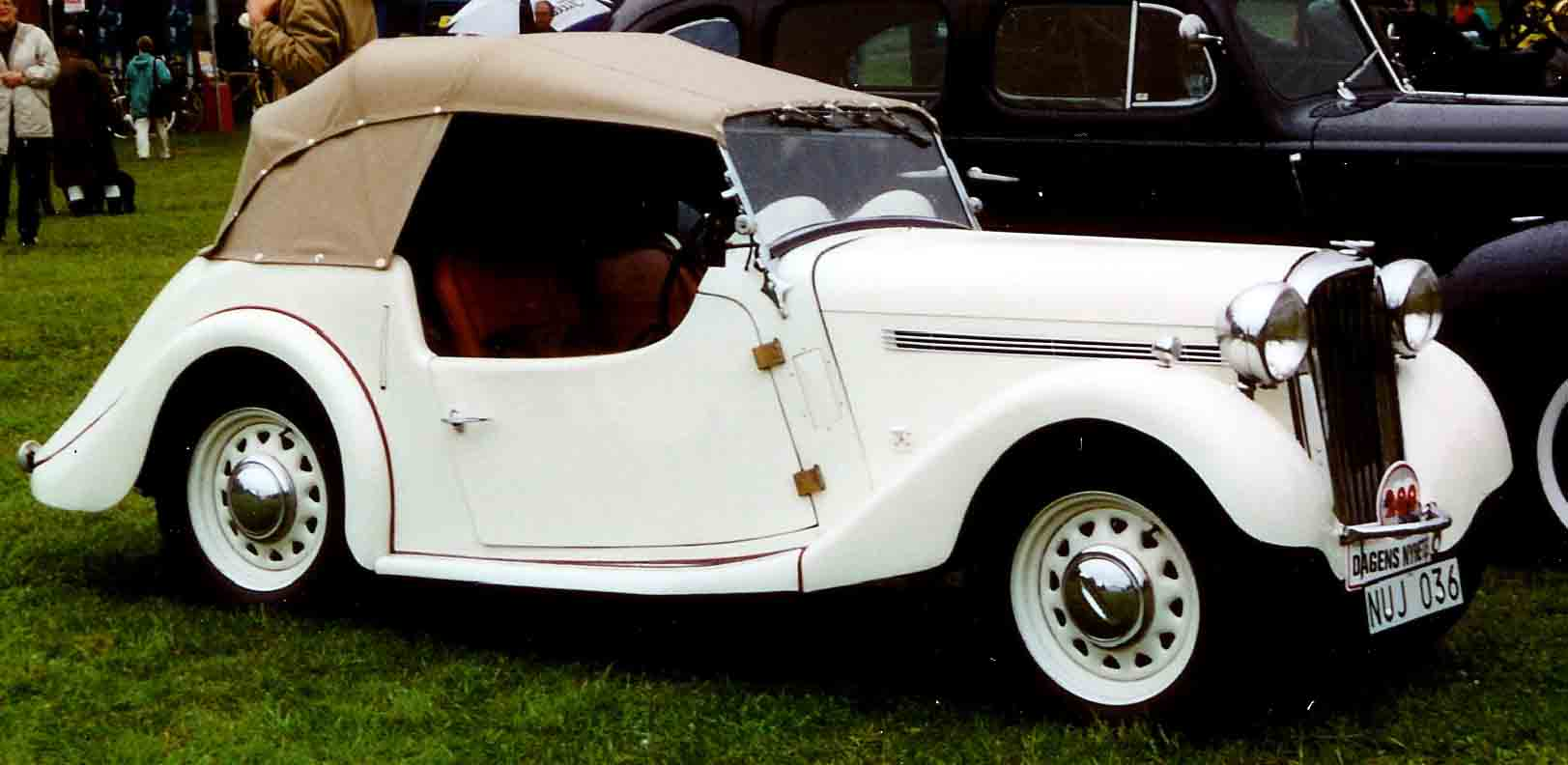
Singer Nine Open Sports 1939

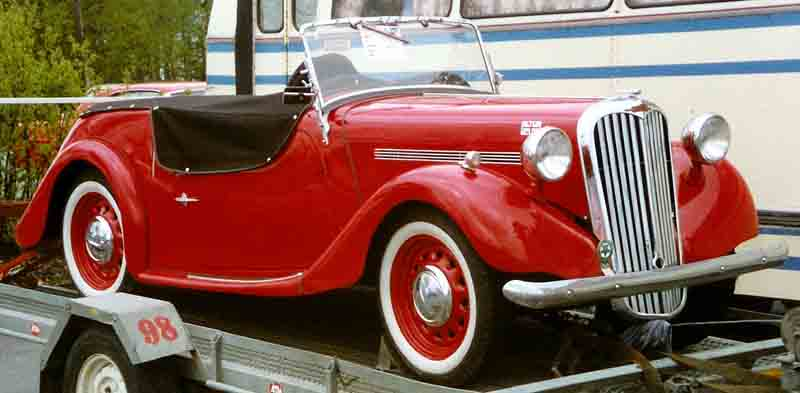
Singer Nine Open Roadster 1950

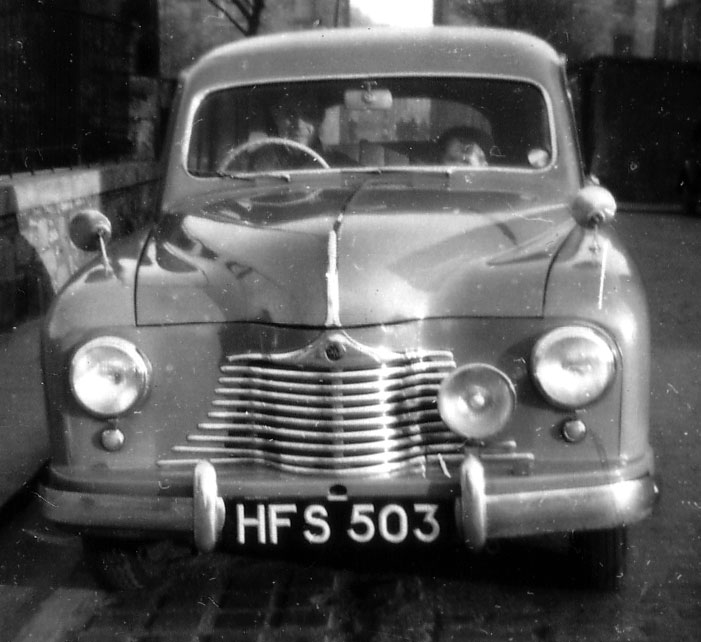
Singer SM1500 1948-54.

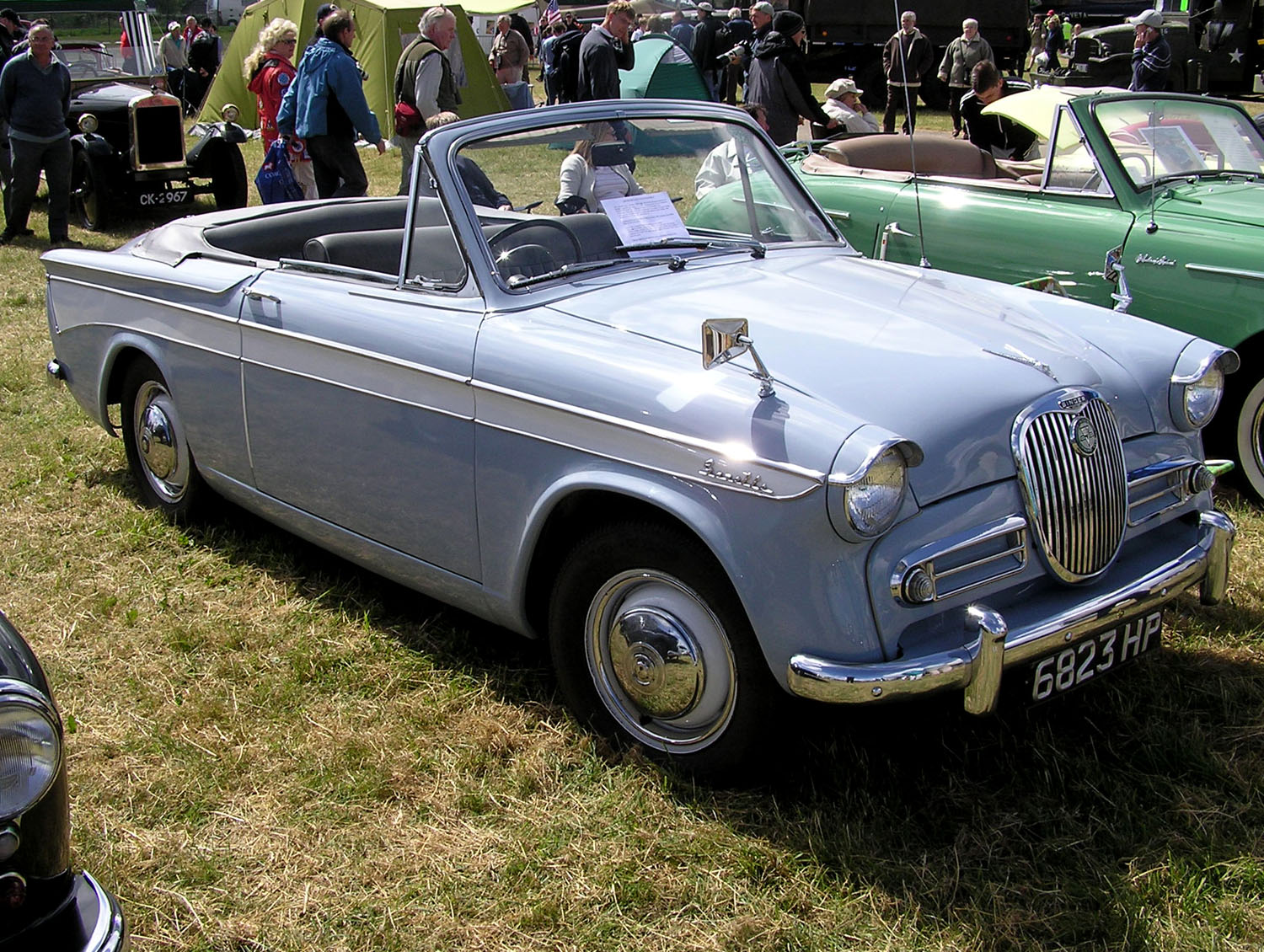
Singer Gazelle Convertible 1960.

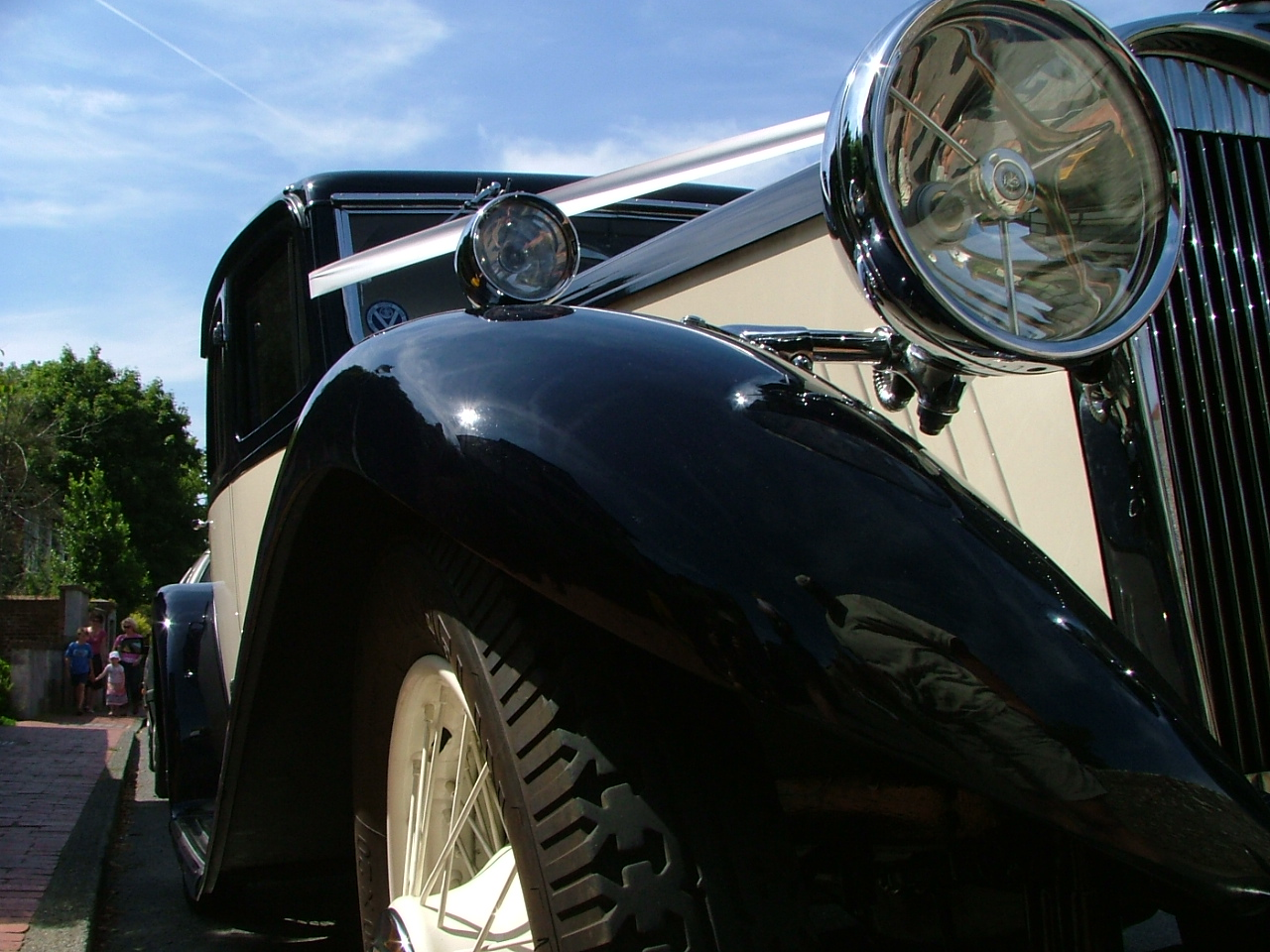
Détail d'une voiture Singer.

La société Singer a vu le jour comme de nombreux fabricants de bicyclettes à Coventry. En 1901, elle se lance dans des moteurs de bicycles et de tricycles. La fabrication de motocyclettes se poursuivra jusqu'au déclenchement de la Première Guerre mondiale en 1914. En 1905, elle fabrique son premier véhicule à quatre roues motorisé par un 3 cylindres de 1 400 cm3 sous licence Lea-Francis. La première voiture conçue par Singer est le modèle 12/14 avec un 4 cylindres de 2,4 litre en 1906. Le moteur a été acheté à la société Aster. En 1907, les moteurs Lea-Francis sont abandonnés et une série de moteurs White and Poppe à deux, trois et quatre cylindres est lancée. Les modèles à moteur Aster sont abandonnées en 1909 et une nouvelle gamme de voitures plus large est lancée. Toutes les voitures sont maintenant motorisées par des moteurs White and Poppe. En 1911, le premier grand succès apparait avec le modèle Ten de 1 100 cm3 avec un moteur de conception Singer. Tous les modèles seront équipés de moteurs Singer jusqu'au déclenchement de la Première Guerre mondiale sauf le 3,3 litres de 20 ch.
Entre les 2 guerres, la Ten continue à être produit et subit un lifting en 1923, incluant un nouveau moteur avec arbre à cames en tête. Les modèles à six cylindres sont introduits en 1922. En 1927, la cylindrée du moteur de la Ten est augmenté à 1 300 cm3 et une nouvelle voiture légère avec un moteur de 850 cm3 avec arbre à cames en tête est annoncée. En 1928, Singer est le troisième plus grand constructeur automobile britannique après Austin et Morris. La gamme s'est poursuivie avec l'évolution du moteur à arbre à cames en tête avec la Nine, la 14/6 et la sportive 1 1/2 litre en 1933. La Nine est renommée la Bantam (en) en 1935.
Après la Seconde Guerre mondiale, les modèles d'avant-guerre, la Nine, la Ten et la Twelve sont réintroduites mais avec peu de changements jusqu'en 1948 où la toute nouvelle SM1500 fit son apparition avec suspension avant indépendante. Elle est toutefois coûteuse à 799 £ et ne se vend pas très bien, au moment où la concurrence est en pleine production. La voiture est redessinée pour devenir la Hunter en 1954 qui est également disponible avec une version avec un moteur à double arbre à cames en tête dont quelques-unes seront construites.
En 1956, l'entreprise est en difficulté financière et les frères Rootes, qui commercialisent les Singer depuis les années postérieures à la Première Guerre mondiale, achètent la compagnie, ce qui met fin aux designs innovants. La prochaine voiture est une voiture sous licence Hillman Minx, la Gazelle avec moteur Singer à arbre à cames en tête jusqu'en 1958.
La dernière voiture à porter le nom de Singer est une version haut de gamme avec  moteur arrière Hillman Imp appelé Chamois. Avec le rachat de Rootes par Chrysler dans les années 1970, le nom de Singer disparait du paysage automobile.

## Modèles

### Modèle 1906 - 1916
| Type     | Année de construction | Nombre de cylindre / Contrôle des soupapes | Cylindrée |
| -------- | --------------------- | ------------------------------------------ | --------- |
| 8/10 hp  | 1906                  | 2 / Moteur culbuté                         | 1 800 cm3 |
| 12/14 hp | 1906                  | 2 / Moteur culbuté                         | 2 537 cm3 |
| 7/9 hp   | 1906-1910             | 2 / Moteur culbuté                         | 905 cm3   |
| 12/14 hp | 1906-1910             | 4 / Moteur culbuté                         | 1 810 cm3 |
| 10 hp    | 1907                  | 3 / Moteur culbuté                         | 1 358 cm3 |
| 12/15 hp | 1907                  | 4 / Moteur culbuté                         | 2 438 cm3 |
| 20/22 hp | 1907                  | 4 / Moteur culbuté                         | 3 686 cm3 |
| 20/25 hp | 1908-1910             | 4 / Moteur culbuté                         | 3 456 cm3 |
| 16 hp    | 1909                  | 4 / Moteur culbuté                         | 2 497 cm3 |
| 16/20 hp | 1910                  | 4 / Moteur culbuté                         | 2 799 cm3 |
| 20/25 hp | 1910                  | 4 / Moteur culbuté                         | 4 714 cm3 |
| 15 hp    | 1911-1914             | 4 / Moteur culbuté                         | 2 610 cm3 |
| 20 hp    | 1911-1915             | 4 / Moteur culbuté                         | 3 307 cm3 |
| 14 hp    | 1913-1914             | 4 / Moteur culbuté                         | 2 384 cm3 |
| 25 hp    | 1913-1914             | 4 / Moteur culbuté                         | 4 082 cm3 |
| 10 hp    | 1913-1916             | 4 / Moteur culbuté                         | 1 096 cm3 |
| 15.9 hp  | 1915                  | 4 / Moteur culbuté                         | 2 614 cm3 |

### Modèle 1919-1949
| Type                | Année de construction | Nombre de cylindre / Contrôle des soupapes | Cylindrée      | Puissance       |
| ------------------- | --------------------- | ------------------------------------------ | -------------- | --------------- |
| Ten                 | 1919-1923             | 4 / Moteur culbuté                         | 1 097 cm3      |                 |
| Fifteen             | 1921-1925             | 6 / Moteur culbuté                         | 1 991 cm3      |                 |
| 10/25 hp            | 1925-1928             | 4 / Arbre à cames en tête                  | 1 308 cm3      | 26 ch (19 kW)   |
| Eight               | 1926                  | 4 / Arbre à cames en tête                  | 847 cm3        |                 |
| 14/34 hp            | 1926-1928             | 6 / Arbre à cames en tête                  | 1776-1 792 cm3 |                 |
| Eight Junior        | 1927-1932             | 4 / Arbre à cames en tête                  | 848 cm3        | 16,5 ch (12 kW) |
| Ten                 | 1927-1932             | 4 / Arbre à cames en tête                  | 1 261 cm3      |                 |
| Senior              | 1928-1929             | 4 / Arbre à cames en tête                  | 1 571 cm3      |                 |
| Six                 | 1929-1931             | 6 / Arbre à cames en tête                  | 1 920 cm3      |                 |
| Senior Six          | 1930-1931             | 6 / Arbre à cames en tête                  | 1 792 cm3      |                 |
| Nine (en)           | 1932-1937             | 4 / Arbre à cames en tête                  | 972 cm3        | 31 ch (23 kW)   |
| Nine Sports (en)    | 1933                  | 4 / Arbre à cames en tête                  | 972 cm3        | 35 ch (26 kW)   |
| Fourteen            | 1933                  | 6 / Arbre à cames en tête                  | 1 611 cm3      |                 |
| 2 litre             | 1933                  | 6 / Moteur culbuté                         | 2 050 cm3      | 45 ch (33 kW)   |
| Twelve              | 1933-1935             | 4 / Moteur culbuté                         | 1 440 cm3      | 32 ch (23,5 kW) |
| 17.9 hp             | 1934                  | 6 / Arbre à cames en tête                  | 2 160 cm3      |                 |
| Eleven Airstream    | 1934-1936             | 4 / Arbre à cames en tête                  | 1 584 cm3      |                 |
| Eleven              | 1934-1937             | 4 / Arbre à cames en tête                  | 1 459 cm3      | 39 ch (29 kW)   |
| Nine Le Mans (en)   | 1934-1936             | 4 / Arbre à cames en tête                  | 972 cm3        | 38 ch (28 kW)   |
| 1 1/2 litre Le Mans | 1935-1936             | 6 / Arbre à cames en tête                  | 1 493 cm3      | 48 ch (35 kW)   |
| Bantam (en)         | 1935-1937             | 4 / Arbre à cames en tête                  | 972 cm3        | 25 ch (18 kW)   |
| Sixteen             | 1935-1937             | 6 / Arbre à cames en tête                  | 1 993 cm3      |                 |
| Super Ten           | 1937-1949             | 4 / Arbre à cames en tête                  | 1 193 cm3      | 37 ch (27 kW)   |
| Bantam              | 1938-1940             | 4 / Arbre à cames en tête                  | 1 074 cm3      | 30 ch (22 kW)   |
| Super Twelve        | 1938-1949             | 4 / Arbre à cames en tête                  | 1 525 cm3      | 43 ch (31,6 kW) |
| Nine (en)           | 1939-1949             | 4 / Arbre à cames en tête                  | 1 074 cm3      | 35 ch (26 kW)   |

### Modèle 1948-1970
| Type         | Année de construction | Nombre de cylindre / Contrôle des soupapes | Cylindrée | Puissance               |
| ------------ | --------------------- | ------------------------------------------ | --------- | ----------------------- |
| SM 1500      | 1948-1951             | 4 / Arbre à cames en tête                  | 1 506 cm3 | 48 ch (35 kW)           |
| Nine 4A/AB   | 1949-1951             | 4 / Arbre à cames en tête                  | 1 074 cm3 | 36 ch (26,5 kW)         |
| SM 1500      | 1951-1956             | 4 / Arbre à cames en tête                  | 1 497 cm3 | 48-58 ch (35-42,6 kW)   |
| Hunter       | 1954-1956             | 4 / Arbre à cames en tête                  | 1 497 cm3 | 48-50 ch (35-37 kW)     |
| Hunter 75    | 1955-1956             | 4 / Arbre à cames en tête                  | 1 497 cm3 | 75 ch (55 kW)           |
| Gazelle I    | 1956-1958             | 4 / Arbre à cames en tête                  | 1 497 cm3 | 52,5 ch (38,6 kW)       |
| Gazelle II   | 1957-1958             | 4 / Arbre à cames en tête                  | 1 497 cm3 | 52,5 ch (38,6 kW)       |
| Gazelle IIA  | 1958                  | 4 / Arbre à cames en tête                  | 1 494 cm3 | 60,2 ch (44,3 kW)       |
| Gazelle III  | 1958-1959             | 4 / Arbre à cames en tête                  | 1 494 cm3 | 60 ch (44 kW)           |
| Gazelle IIIA | 1959-1960             | 4 / Arbre à cames en tête                  | 1 494 cm3 | 64 ch (47 kW)           |
| Gazelle IIIB | 1960-1961             | 4 / Arbre à cames en tête                  | 1 494 cm3 | 60 ch (44 kW)           |
| Vogue I      | 1960-1962             | 4 / Arbre à cames en tête                  | 1 592 cm3 | 66 ch (48,5 kW)         |
| Gazelle IIIC | 1961-1963             | 4 / Arbre à cames en tête                  | 1 592 cm3 | 53 ch (39 kW)           |
| Vogue II     | 1963-1964             | 4 / Arbre à cames en tête                  | 1 592 cm3 | 66 ch (48,5 kW)         |
| Gazelle V    | 1963-1965             | 4 / Arbre à cames en tête                  | 1 725 cm3 | 57 ch (42 kW)           |
| Vogue III    | 1964-1965             | 4 / Arbre à cames en tête                  | 1 592 cm3 | 78,5 ch (57,7 kW)       |
| Chamois I    | 1964-1965             | 4 / Arbre à cames en tête                  | 875 cm3   | 39 ch (28,7 kW)         |
| Vogue IV     | 1965-1966             | 4 / Arbre à cames en tête                  | 1 725 cm3 | 80 ch (59 kW)           |
| Gazelle VI   | 1965-1967             | 4 / Arbre à cames en tête                  | 1 725 cm3 | 62,5 ch (46 kW)         |
| Chamois II   | 1965-1970             | 4 / Arbre à cames en tête                  | 875 cm3   | 42 ch (31 kW)           |
| New Vogue    | 1966-1970             | 4 / Arbre à cames en tête                  | 1 725 cm3 | 80 ch (59 kW)           |
| New Gazelle  | 1967-1970             | 4 / Arbre à cames en tête                  | 1 725 cm3 | 62,5-74 ch (46-54,4 kW) |

## Singer dans le sport automobile
Plusieurs modèles ont participé à des compétitions internationales, en particulier des courses d'endurance comme les 24 heures du Mans.

Classement aux 24 heures du Mans
| Année | Numéro concurrent | Modèle / Catégorie          | Classement |
| ----- | ----------------- | --------------------------- | ---------- |
| 1933  | 37                | Nine Sports / 1000          | 13e        |
| 1934  | 25                | Le Mans 1½ Litre / 1500     | 8e         |
|       | 26                | Le Mans 1½ Litre / 1500     | 7e         |
|       | 47                | Nine Le Mans / 1000         | 18e        |
|       | 48                | Nine Le Mans / 1000         | 15e        |
|       | 49                | Nine Le Mans / 1000         | Abandon    |
|       | 50                | Nine Le Mans / 1000         | 23e        |
| 1935  | 34                | 1½ Litre Le Mans / 1500     | 17e        |
|       | 47                | Nine Le Mans Replica / 1000 | Abandon    |
|       | 48                | Nine Le Mans Replica / 1000 | 19e        |
|       | 49                | Nine Le Mans Replica / 1000 | Abandon    |
|       | 50                | Nine Le Mans Replica / 1000 | Abandon    |
|       | 51                | Nine Le Mans Replica / 1000 | 16e        |
|       | 52                | Nine Le Mans Replica / 1000 | 22e        |
|       | 53                | Nine Le Mans Replica / 1000 | 23e        |
|       | 54                | Nine Le Mans Replica / 1000 | 20e        |
| 1937  | 50                | Nine Le Mans Replica / 1000 | Abandon    |
|       | 51                | Nine Le Mans Replica / 1000 | Abandon    |
|       | 52                | Nine Le Mans Replica / 1000 | Abandon    |
|       | 53                | Nine Le Mans Replica / 1000 | Abandon    |
| 1938  | 46                | Nine Le Mans Replica / 1000 | 8e         |
|       | 47                | Nine Le Mans Replica / 1000 | Abandon    |
| 1939  | 44                | Nine Le Mans Replica / 1000 | Abandon    |
|       | 45                | Nine Le Mans Replica / 1000 | Abandon    |
|       | 46                | Nine Le Mans Replica / 1000 | Abandon    |
| 1949  | 56                | Nine Le Mans Replica / 1000 | Abandon    |

## Anecdote
- L'anglaise Betty Haig, petite-nièce du maréchal Douglas Haig et unique concurrente féminine, s'est imposée aux Jeux olympiques d'été de 1936 sur une Singer Le Mans 1500 dans la seule épreuve de démonstration en sports mécaniques sur route (le motonautisme ayant eu droit de cité en 1908) jamais acceptée par le CIO.

## Sources
1. ↑  (en) Singer Tricycle, The Automobile (1905), p. 150.

- (en) Cet article est partiellement ou en totalité issu de l’article de Wikipédia en anglais intitulé « Singer Motors » (voir la liste des auteurs).